# Turinyphia cavernicola
Turinyphia cavernicola là một loài nhện trong họ Linyphiidae.
Loài này thuộc chi Turinyphia. Turinyphia cavernicola được Jörg Wunderlich miêu tả năm 2008.